# Der Tag, an dem die Bank gestürmt wurde
Der Tag, an dem die Bank gestürmt wurde (Kinotitel: Bankkrach in Amerika, Originaltitel: American Madness) ist ein US-amerikanisches Filmdrama unter Regie von Frank Capra aus dem Jahr 1932.

## Handlung
Thomas Dickson ist Leiter der Union National Bank während der Great Depression. Der Vorstand fordert Dickson dazu auf, seine Bank mit einer anderen fusionieren zu lassen und dann zurückzutreten. Dickson lehnt das ab. Eines Nachts wird die Bank um 100.000 US-Dollar bestohlen und ein Wachmann dabei getötet. Der Verdacht fällt schnell auf den ehemaligen Verbrecher Matt Brown, der von Dickson persönlich eingestellt und zum obersten Kassierer ernannt wurde. Da Dickson ihm einst die Chance verschafft hatte, ist Matt seinem Chef treu ergeben – dennoch weigert er sich zu sagen, wo er sich in der Nacht befand. Brown schweigt, da er sonst Mr. Dickson erzählen müsste, dass er an dem Abend Mrs. Dickson mit dem jungen Bankangestellten Cluett gesehen habe. Beide hatten sich einen romantischen Abend gemacht, nachdem der vielbeschäftigte Dickson den Hochzeitstag vergessen hatte.
Matt verschafft sich daher ein falsches Alibi, welches aber schon bald widerlegt wird und ihn noch weiter belastet. Tatsächlich steckt Cluett allerdings hinter dem Bankraub: Um seine Spielschulden in Höhe von 50.000 US-Dollar bei dem Gangsterboss Dude Finlay auszugleichen, verriet er die Bank an Finlay, der sie dann überfiel. Als die Polizei herausfindet, dass Finlay sich mit Cluett traf, wird  der Fall bald aufgeklärt und Matt freigelassen. Inzwischen sind allerdings durch den Banküberfall Gerüchte aufgekommen, dass die Bank pleite sei. Die Kunden stürmen die Bank und Dickson, der auch von der Untreue seiner Frau erfahren hat, will Selbstmord begehen. Allerdings kommen ihm seine Freunde und Weggefährten, selbst der zuvor so strenge Vorstand, zur Hilfe und retten die Bank. Am Ende gehen Dickson und seine Frau in die zweiten Flitterwochen, während Matt seine Verlobte Helen heiraten kann.

## Hintergrund
American Madness gilt als bedeutend, da Capra viele Themen entwickelt, die in seinen noch erfolgreicheren Filmen in den folgenden Jahren immer wieder auftauchten. So werden beispielsweise soziale und politische Missstände in der Great Depression sowie der Kampf des einzelnen, kleinen Individuums gegen eine größere Macht gezeigt. Die Idee, dass ein ehrlicher Manager sich gegen die unter den Kunden entstehende Panik erwehren muss, wurde auch in einer Szene in Capras wohl bekanntestem Film Ist das Leben nicht schön? wieder aufgegriffen. 
In einer im Abspann unerwähnten Rolle als Oscar absolvierte Sterling Holloway sein Filmdebüt.

## Kritiken
Das Lexikon des internationalen Films schrieb: „Melodram mit turbulenten Verwicklungen, in dem bereits Capras später kultivierte Lieblingsthemen anklingen: die Schilderung sozialer Mißstände als Hintergrund für eine Apologie der schlichten Ehrlichkeit und des optimistischen Individualismus.“
Leonard Maltin gab dem Film drei von insgesamt vier Sternen und lobte vor allem Hauptdarsteller Huston. Der Film sei „lebhaft, optimistisch“ und werde nur durch eine idiotische romantische Nebenhandlung geschwächt. Der US-Filmkritiker Dennis Schwartz schrieb: „Obwohl predigend, bewegt sich Capras Film mit halsbrecherischer Geschwindigkeit und erfreut immer.“